# Loud Lary Ajust
Loud Lary Ajust est un groupe de hip-hop québécois, originaire de Montréal, au Canada. Le groupe est connu pour son utilisation d'un mélange local de franglais, et ses références à la drogue, la débauche, et l'hédonisme. La bande est signée sur l'étiquette de disque indépendante québécoise Audiogram. En septembre 2016, le groupe annonce sur Facebook sa séparation pour une durée indéterminée afin de développer leurs carrières en solo.

## Biographie

### Débuts (2011)
Dans une entrevue avec le blog 10kilos.us, Simon Cliche Trudeau, dit Loud, et Laurent Fortier-Brassard, dit Lary Kidd, racontent s'être rencontrés à l'École secondaire Sophie-Barat , dans le quartier Ahuntsic à Montréal. Ils commencent tous deux à rapper à l'âge de 14 ans et sortent, ensemble, deux projets à partir de l'âge de 17 ans. C'est en 2010 qu'ils s'associent au producteur montréalais Alex Guay, dit Ajust. Leur premier morceau en tant que groupe s'intitule David Blaine, pour lequel un vidéoclip est tourné. Deux autres chansons et vidéoclips sont lancés ensuite Héros, en mars 2012, et Gruau en avril. 

### Gullywood(2012)
L'album Gullywood, le premier du groupe, est composé en 10 mois, avec les trois membres qui prennent part au processus créatif. Il est offert sur le web à prix libre le 5 mai 2012 sur le site Bandcamp. Le mot « Gullywood » est une contraction de Gully (qui, selon Urban Dictionary, signifie « sale », « cru » provenant de la rue) et Hollywood. En entrevue à Radio-Canada, Lary définit le concept de Gullywood comme « un contraste entre la saleté et le clinquant. » Composé de 11 pièces, Gullywood aborde des thèmes proches de la vie des artistes et de leur génération : , explique Lary Kidd en entrevue. Il est immédiatement salué par la presse spécialisée comme un « classique instantané » du rap québécois» et comme « ayant réinventé l’identité du rap montréalais ».
Loud Lary Ajust ont joué dans de nombreux festivals musicaux du Québec, comme les FrancoFolies, Pop Montréal, Osheaga, le Festival d'été de Québec et le Festival de musique émergente de Rouyn-Noranda. Le groupe a ouvert pour les artistes américains Big Boi et Snoop Dogg et le rappeur canadien Classified.

### GullyPlus(2013)
En janvier 2013, le site web de La Presse publie une nouvelle chanson intitulée Dieu est mort. Elle apparaitra sur l'EP, mais sous le nom de Mort ou vif. En juin, la pièce O.N.O (One Night Only) est lancée en exclusivité sur le site web de l'hebdo Voir, qui annonce que le prochain EP s'intitulera Ô mon dieu. O.N.O est également le premier clip tiré de l'EP. 
Loud Lary Ajust met en ligne un album de remix de certaines pièces de Gullywood, intitulé GullyPlus. Les rappeurs Maybe Watson (K6A, Alaclair Ensemble), Ogden (Alaclair Ensemble), Jam (K6A), Loe Pesci, Koriass et Yes Mccan (Dead Obies) y ont participé, ainsi que les producteurs Kaytranada, Ruffsound, Koma Karma, DJ Manifest et Kable III. La pièce JH$, comprenant la participation de Will, Yes Mccann (du groupe Dead Obies), Loe Pesci et Jamai (K6a) est le premier extrait vidéo. La vidéo est tournée entièrement sur la rue Bernard, dans le quartier Outremont, à Montréal. Un nouvel EP de matériel original intitulé Ô mon dieu voit le jour en septembre 2013.

### Blue Volvo,Onduléet fin (2014–2016)
Le 13 janvier 2014, La Presse annonce que le groupe rejoint l'étiquette de disque québécoise Audiogram, qui, même si elle compte dans ses rangs Loco Locass, n'est généralement pas associée au monde du rap. C'est sur Audiogram que sortira Blue Volvo le premier album officiel du trio, sorti le 21 octobre 2014. Il compte des collaborations avec Karim Ouellet, Kaytranada et Milk & Bone. Le titre fait référence à une voiture qui a occupé une place importante durant l'adolescence des membres du groupe.
En avril 2016 le groupe sortira le EP Ondulé supporté par le clip Ondulations  sorti le 16 mai 2016.
En septembre 2016, le groupe annonce sur Facebook sa séparation pour une durée indéterminée. En guise d'adieu, jouera dans le Quartier Latin le 10 septembre 2016.

### Retour (2022)
En juin 2022, Loud Lary Ajust annonce un retour en salle pour fêter les 10 ans de Gullywood au Club Soda dans le cadre des Francos de Montréal. Rapidement le concert affiche complet. Le trio offrira aussi un concert extérieur gratuit sur la Place des festivals. 
En mars 2024, LLA annonce des célébrations entourant les 10 de Blue Volvo en plus de lancer une première nouvelle pièce depuis leur pause en 2016.

## Autres projets et collaborations
- Loud a participé à trois combats de la ligue de battle québécoise Word Up! et à la chanson Dans La Nuit de Cœur de pirate (2018).
- Lary Kidd se fait baptiser dans le bassin du parc Lafontaine dans le clip pour la chanson Gagnant de Koriass.
- Le groupe a collaboré avec la chanteuse Fanny Bloom sur la chanson Cendres, pour laquelle un clip a été tourné par le collectif Les Gamins.
- Le groupe électro montréalais Misteur Valaire a remixé la chanson O.N.O
- Le groupe a collaboré avec le groupe hardcore montréalais Obey the Brave sur la chanson RIP.